# Exostyles
Exostyles é um género botânico pertencente à família Fabaceae.